# 天子屠龍 (澳門)
《天子屠龍》，是互聯網的不定期連載故事，由澳門蘭香閣互動社區（orchidbbs.com，及後該域名轉為指向八角亭討論區，而該討論區已於2013年元旦關閉）會員「麟伯」創作。故事於2006年12月8日零時三十分在該網站的「打工仔茶座－公共機構」子論壇首次發表。
其靈感來自澳門前運輸工務司司長歐文龍因貪污被捕事件，從而開始此連載故事。故事內容大致按照歐案案情及部分社會事件與坊間傳聞虛構而成，以詼諧之市井語調配以帝制宮廷鬥爭諷喻事件幕後之權力與決策之爭。由於類似之諷刺時局文章在澳門較罕見，在網民間頗受歡迎，並已被多次轉載至當地其他討論區及網站，有網民更將整個故事整理供下載。有網民認為《天》是澳門言論自由的見證。
在該故事刊登之初，有冒用澳門著名歌手麥健才之名的網民在澳門電訊時事討論區同步轉貼《天子屠龍》故事內容，並訛稱原作，數天後遭其他網民揭發，原作者因而在該故事之第14集發表譴責聲明。其後該「麥健才」在2007年1月10日於澳門電訊之討論區公開道歉（原文已被刪除），並宣佈「自我凍結戶口14天以作懺悔」。

## 停刊風波
自2007年5月10日第43回以後，仍未見新章回刊登，而原載故事的「公共機構」子論壇亦因故於6月18日被封閉，至9月8日作者「麟伯」把故事第44回轉刊在澳門電訊流動社區，並表示「蘭香閣網站已經失去往日可以暢所欲言的自由，甚至已歸順朝廷」，同年9月15日第51回後已停止更新。
12月13日，作者宣佈由於《澳門勞動報》轉載《天》，指被利用為政治武器，宣佈封筆並要求相關報刊停止轉載、立即在該報上刋登道歉啟事，同時保留一切追究權利。澳門勞動報於12月14日在澳門電訊討論區發表聲名表示尊重「麟伯」的意向，並張貼於9月16日及25日徵求「麟伯」轉載同意之信件原文和「麟伯」的回覆，澄清「麟伯」所指的「非法轉載文章」，而事後「麟伯」則表示「當時因以為勞動報為網上一網名」未知其為註冊刊物。

## 故事角色
《天子屠龍》故事各角色之名稱並不固定，但俱以澳門社會名人之諧音或特色寫成。
| - 太上皇 - 皇帝 - 總巡捕 - 丞相老藕 - 譚詠麟／大鼻／大陰唇 - 七仔 - 吹水／老吹／高大吹 - 龍仔／龍吐珠 - 雪魚 - 老鍊／八爪魚 | - 欄仔 - 孫悟空／老孫 - 缺陷白頭龜／白頭龜／白頭佬／老餅 - 擇洗 - 火頭 - 少湧 - 敢唱 - 萬德拉 - 雞髀 - 咖喱醬 | - 五尺超（皇帝近身保鑣） - 唔元老 - 鉤元老 - Go元老 - 杏元老 - 口水強（電台主持） - 大口鶯 - 巨人（地產商） - Tony Jaa（示威常客） - 董卓／董sir |
| | | |

## 外部連結
- 我讀〈天子屠龍〉 （页面存档备份，存于）陳截 著，2006年12月26日華僑報副刊